# Brunnenformel nach Dupuit-Thiem
Die Brunnenformel nach Dupuit-Thiem ist eine Gleichung in der Hydrogeologie, dem Teilbereich der Geologie, der sich mit Grundwasser und verwandten Themen befasst. Die Brunnenformel setzt die Wasserentnahme durch einen Brunnen mit der Permeabilität des Grundwasserleiters und dem Grundwasserpegel in Zusammenhang. Die Brunnenformel wird in zwei unterschiedlichen Fällen formuliert: einmal für gespanntes und einmal für ungespanntes Grundwasser.
Die Brunnenformel ist nach Günther Thiem benannt, der sie 1906 veröffentlichte und dabei auf Arbeiten von Jules Dupuit aus dem Jahre 1863 aufbaut.

## Rahmenbedingungen und Modellannahmen
Es wird von einem Brunnen und zwei Grundwassermessstellen ausgegangen, die der Einfachheit halber als Grundwassermessstelle eins und als Grundwassermessstelle zwei bezeichnet werden. Der Brunnen erfülle folgende Bedingungen:
- Er ist vollkommen, wird also nach unten von einem Grundwassernichtleiter begrenzt und radial angeströmt.
- Es herrschen quasistationäre Strömungsverhältnisse. Bei gleichbleibender Entnahme ist der Grundwasserspiegel um den Brunnen also zeitlich unveränderlich.

Des Weiteren sei der Grundwasserleiter isotrop, horizontal und von großer Ausdehnung.

## Bei gespanntem Grundwasser
Gelten die oben genannten Annahmen und ist der Grundwasserleiter gespannt, so lautet die Brunnenformel nach Dupuit-Thiem
{\displaystyle Q=2\pi \cdot k_{f}\cdot M\cdot {\frac {h_{2}-h_{1}}{\ln \left({\tfrac {r_{2}}{r_{1}}}\right)}}}
Hierbei ist
- {\displaystyle Q}  das aus dem Brunnen entnommene Wasservolumen in Kubikmeter pro Sekunde
- {\displaystyle \pi } die Kreiszahl
- {\displaystyle k_{f}} der Durchlässigkeitsbeiwert in Meter pro Sekunde
- {\displaystyle M} die Mächtigkeit des Grundwasserleiters
- {\displaystyle r_{1}} der Abstand (Luftlinie) der Grundwassermessstelle eins vom Brunnen in Metern
- {\displaystyle r_{2}} der Abstand (Luftlinie) der Grundwassermessstelle zwei vom Brunnen in Metern
- {\displaystyle h_{1}} und {\displaystyle h_{2}} die Standrohrspiegelhöhe an der Grundwassermessstelle eins bzw. zwei in Metern.

Bezeichnet man mit {\displaystyle T} die Transmissivität des Grundwasserleiters, also
{\displaystyle T=k_{f}\cdot M},
so errechnet sich diese entsprechend zu
{\displaystyle T={\frac {Q}{2\pi \cdot (h_{2}-h_{1})}}\ln \left({\tfrac {r_{2}}{r_{1}}}\right)}

## Bei ungespanntem Grundwasser
Ist der Grundwasserleiter ungespannt, so lautet die Brunnenformel nach Dupuit-Thiem
{\displaystyle Q=\pi \cdot k_{f}\cdot {\frac {h_{2}^{2}-h_{1}^{2}}{\ln \left({\tfrac {r_{2}}{r_{1}}}\right)}}}
Hierbei ist
- {\displaystyle Q}  das aus dem Brunnen entnommene Wasservolumen in Kubikmeter pro Sekunde
- {\displaystyle \pi } die Kreiszahl
- {\displaystyle k_{f}} der Durchlässigkeitsbeiwert in Meter pro Sekunde
- {\displaystyle r_{1}} der Abstand der Grundwassermessstelle eins vom Brunnen in Metern
- {\displaystyle r_{2}} der Abstand der Grundwassermessstelle zwei vom Brunnen in Metern
- {\displaystyle h_{1}} und {\displaystyle h_{2}} die Standrohrspiegelhöhe an der Grundwassermessstelle eins bzw. zwei in Metern